# Short track na Zimních olympijských hrách 2010
Závody v short tracku v rámci ZOH 2010 se uskutečnily na stadionu Pacific Coliseum ve Vancouveru mezi 14. a 27. únorem 2010.

## Zajímavosti
Haralds Silovs z Lotyšska se stal prvním sportovcem v olympijské historii, který se zúčastnil závodů v klasickém rychlobruslení i v short tracku, a první který soutěžil ve dvou rozdílných sportovních odvětvích ve stejný den. Závodil na 5000 metrů na dráze v Richmondu, a potom se rychle přemístil přes celé město do haly Pacific Coliseum, kde startoval na trati 1500 metrů.

## Přehled medailí v short tracku
| Pořadí | Země                         | Zlato | Stříbro | Bronz | Celkově |
| ------ | ---------------------------- | ----- | ------- | ----- | ------- |
| 1.     | Čína (CHN)                   | 4     | 0       | 0     | 4       |
| 2.     | Jižní Korea (KOR)            | 2     | 4       | 2     | 8       |
| 3.     | Kanada (CAN)                 | 2     | 2       | 1     | 5       |
| 4.     | Spojené státy americké (USA) | 0     | 2       | 4     | 6       |
| 5.     | Itálie (ITA)                 | 0     | 0       | 1     | 1       |
|        | Celkem                       | 8     | 8       | 8     | 24      |

## Medailisté

### Muži
| Disciplína     | Zlato | Výkon    | Stříbro                                                                             | Výkon    | Bronz                                                                                                | Výkon    |
| -------------- | --- | -------- | ----------------------------------------------------------------------------------- | -------- | --- | -------- |
| 500 m          | Charles Hamelin · Kanada (CAN)                                                                                  | 40,981   | Sun Si-pak · Jižní Korea (KOR)                                                      | 41,340   | François-Louis Tremblay · Kanada (CAN)                                                               | 46,366   |
| 1000 m         | I Čung-so · Jižní Korea (KOR)                                                                                   | 1:23,747 | I Ho-suk · Jižní Korea (KOR)                                                        | 1:23,801 | Apolo Ohno · Spojené státy americké (USA)                                                            | 1:24,128 |
| 1500 m         | I Čung-so · Jižní Korea (KOR)                                                                                   | 2:17,611 | Apolo Ohno · Spojené státy americké (USA)                                           | 2:17,976 | John Celski · Spojené státy americké (USA)                                                           | 2:18,053 |
| štafeta 5000 m | Kanada (CAN) · Charles Hamelin · François Hamelin · Olivier Jean · François-Louis Tremblay · Guillaume Bastille | 6:44,224 | Jižní Korea (KOR) · Kwak Jun-ki · I Ho-suk · I Čung-so · Song Si-pak · Kim Seung-il | 6:44,446 | Spojené státy americké (USA) · J. R. Celski · Travis Jayner · Jordan Malone · Apolo Ohno · Simon Cho | 6:44,498 |

### Ženy
| Disciplína     | Zlato                                                          | Výkon    | Stříbro                                                                           | Výkon    | Bronz | Výkon    |
| -------------- | -------------------------------------------------------------- | -------- | --------------------------------------------------------------------------------- | -------- | --- | -------- |
| 500 m          | Wang Meng · Čína (CHN)                                         | 43,048   | Marriane St-Gelais · Kanada (CAN)                                                 | 43,707   | Arianna Fontanaová · Itálie (ITA)                                                                                 | 43,804   |
| 1000 m         | Wang Meng · Čína (CHN)                                         | 1:29,213 | Katherine Reutter · Spojené státy americké (USA)                                  | 1:29,324 | Pak Sung-hui · Jižní Korea (KOR)                                                                                  | 1:29,379 |
| 1500 m         | Čou Jang · Čína (CHN)                                          | 2:16,993 | I Un-pjol · Jižní Korea (KOR)                                                     | 2:17,849 | Pak Sung-hui · Jižní Korea (KOR)                                                                                  | 2:17,927 |
| štafeta 3000 m | Čína (CHN) · Sun Lin-lin · Wang Meng · Čchang Chuej · Čou Jang | 4:06,610 | Kanada (CAN) · Jessica Gregg · Kalyna Roberge · Tania Vicent · Marianne St-Gelais | 4:09,137 | Spojené státy americké (USA) · Katherine Reutter · Allison Baver · Kimberly Derrick · Alyson Dudek · Lana Gehring | 4:14,081 |